# Distretto di Nyorken
Il distretto di Nyorken è un distretto della Liberia facente parte della contea di Maryland.